# Бирсфельден
Бирсфельден (нем. Birsfelden, алем. нем. Birsfälde) — город в Швейцарии, в кантоне Базель-Ланд.
Входит в состав округа Арлесхайм. Население составляет 10 387 человек (на 31 марта 2008 года). Официальный код — 2766.

## Известные личности
- Отто Франк (1889—1980) — голландский бизнесмен, отец Анны Франк. Скончался в Бирсфельдене.
- Карл Энгель (1923—2006) — швейцарский пианист. Родился в Бирсфельдене.